# Хоукуиъм
Хо̀укуиъм или Хокуиъм(на английски: Hoquiam) е град в окръг Грейс Харбър, щата Вашингтон, САЩ. Хоукуиъм е с население от 9097 жители (2000) и обща площ от 40,4 km². Намира се на 6 m надморска височина. ЗИП кодът му е 98550, а телефонният му код е 360.

## Личности свързани с града
- Уенди Елизабет – майка на известния рок музикант Кърт Кобейн.
- Доналд Кобейн – баща на горепосочената личност.[1]